# ناروتو شيبودن (الموسم 11)
بدأ بث حلقات الموسم الحادي عشر من ناروتو شيبودن بتاريخ 28 يوليو، عام 2011 على تلفزيون طوكيو وانتهى عرضه في 28 ديسمبر من نفس السنة. ويحكي الموسم عن إبحار ناروتو أوزوماكي عبر البحر. أصدرت أنيبليكس الدي في دي بعنوان فردوس على السفينة (船上のパラダイスライフ سِنجو نو بارادايسو رايفو) في 7 مارس 2012. أخرج الموسم هاياتو داتيه وأنتجه إستديو بيرو وتلفزيون طوكيو.
يحتوي هذا الموسم على أربع شارات موسيقية: شارتا بداية وشارتا نهاية. الشارة الأولى هي "عشاق" (ラヴァーズ رافازو) من أداء فرقة تسمى "7!!" وتُستخدَم من الحلقات 222 وحتى 230. أما الشارة الثانية هي «أغنية جديدة» (newsong) من أداء تاكيكا وتستخدم من الحلقات 231 وما بعدها. شارة النهاية الأولى هي "اصرخ برغباتك!!!!" (欲望を叫べ!!!! يوكوبو أو ساكيبي!!!!) من أداء أوكاموتوس، وتستخدم من الحلقات 222 إلى 230. والنهاية الثانية، «مكان للمحاولة» (Place to Try) وتظهر من الحلقات 231 إلى 242. أُصدر الفيلم الخامس فيلم ناروتو شيبودن: سجن الدم في 27 يوليو 2011. النسخ المذاعة للحلقات ابتداءً من الحلقة 223 وحتى 227 تضمنت مشاهد من الفيلم في شارة البداية مع الإبقاء على أغنية «عشاق».

## قائمة الحلقات
| الرقم                                                              | عنوان الحلقة                                                                                          | فصول المانغا                                        | تاريخ العرض الأصلي                                  |
| ...متابعة العد التنازلي لحرب النينجا العظمى الرابعة                | ...متابعة العد التنازلي لحرب النينجا العظمى الرابعة                                                   | ...متابعة العد التنازلي لحرب النينجا العظمى الرابعة | ...متابعة العد التنازلي لحرب النينجا العظمى الرابعة |
| ------------------------------------------------------------------ | --- | --------------------------------------------------- | --------------------------------------------------- |
| 222                                                                | «قرار الكاغي الخمسة» "غوكاغي نو كِتسودان" (五影の決断)                                                 | 489-491                                             | 28 يوليو 2011                                       |
| فردوس على السفينة (船上のパラダイスライフ سِنجو نو بارادايسو رايفو) | |                                                     |                                                     |
| 223                                                                | «الشاب والبحر» "سينِن تو أومي" (青年と海)                                                              | حصرية                                               | 4 أغسطس 2011                                        |
| 224                                                                | «النينجا من بينسو» "بينسو نو شونين" (紅州の商忍)                                                      | حصرية                                               | 11 أغسطس 2011                                       |
| 225                                                                | «سفينة الأشباح الملعونة» "نورواريتا يوريسِن" (呪われた幽霊船)                                          | حصرية                                               | 18 أغسطس 2011                                       |
| 226                                                                | «جزيرة السفن الحربية» "سِنكان نو شيما" (戦艦の島)                                                      | حصرية                                               | 25 أغسطس 2011                                       |
| 227                                                                | «الجزيرة المنسية» "بوكياكو نو شيما" (忘却の島)                                                        | حصرية                                               | 1 سبتمبر 2011                                       |
| 228                                                                | «قاتل! روك لي!» "تاتاكاي روكُّو ري!" (闘えロック・リー!)                                                | حصرية                                               | 8 سبتمبر 2011                                       |
| 229                                                                | «كل أو مت! فطر من الجحيم!» "كو كا كواريرو كا! أودورو كينوكو جيغوكو" (食うか食われるか!踊るキノコ地獄) | حصرية                                               | 22 سبتمبر 2011                                      |
| 230                                                                | «انتقام نسخ الظل» (影の逆襲)                                                                          | حصرية                                               | 29 سبتمبر 2011                                      |
| 231                                                                | «الطريق المغلق» (閉ざされた航路)                                                                      | حصرية                                               | 6 أكتوبر 2011                                       |
| 232                                                                | «اجتماع الفتيات معًا» (木ノ葉の女子会)                                                                 | حصرية                                               | 13 أكتوبر 2011                                      |
| 233                                                                | «ناروتو المحتال» (参上、偽?ナルト)                                                                    | حصرية                                               | 20 أكتوبر 2011                                      |
| 234                                                                | «تلميذ ناروتو المفضل» (ナルトの愛弟子)                                                                | حصرية                                               | 27 أكتوبر 2011                                      |
| 235                                                                | «فتاة النينجا من قرية ناديشيكو» (撫子のくノ一)                                                        | حصرية                                               | 3 نوفمبر 2011                                       |
| 236                                                                | «أصدقاء يُعتمَد عليهم» (仲間の背中)                                                                     | حصرية                                               | 10 نوفمبر 2011                                      |
| 237                                                                | «آه، بطلتي السيدة تسونادي» (ああ、憧れの綱手様)                                                       | حصرية                                               | 24 نوفمبر 2011                                      |
| 238                                                                | «يوم عطلة ساي» (サイの休息)                                                                           | حصرية                                               | 1 ديسمبر 2011                                       |
| 239                                                                | «أسطورة إينو-شيكا-تشو» (伝説の猪鹿蝶)                                                                 | حصرية                                               | 8 ديسمبر 2011                                       |
| 240                                                                | «عزم كيبا» (キバの決意)                                                                               | حصرية                                               | 15 ديسمبر 2011                                      |
| 241                                                                | «كاكاشي، منافسي الأبدي!» (カカシ、我が永遠のライバルよ)                                               | حصرية                                               | 22 ديسمبر 2011                                      |
| 242                                                                | «قَسَم ناروتو» (ナルトの誓い)                                                                           | حصرية                                               | 29 ديسمبر 2011                                      |

## معلومات
1. ↑  النينجا من بينسو (紅州の商忍 بينسو نو شونين؟، تعني حرفيًا "التاجر من بينسو") وبينسو هو اسم مدينة البندقية باليابانية؛ وربما تشير إلى مسرحية شكسبير تاجر البندقية.

## إصدارات منزلية
| مجلد | تاريخ        | أقراص | حلقات   | مرجع  |
| ---- | ------------ | ----- | ------- | ----- |
| 1    | 7 مارس 2012  | 1     | 222–225 | [ 2 ] |
| 2    | 4 أبريل 2012 | 1     | 226–229 | [ 2 ] |
| 3    | 2 مايو 2012  | 1     | 230–233 | [ 2 ] |
| 4    | 6 يونيو 2012 | 1     | 234–237 | [ 2 ] |
| 5    | 4 يوليو 2012 | 1     | 238–242 | [ 2 ] |